# 釩鉛鋅礦
釩鉛鋅礦（英語：Descloizite）是一種稀有礦物，由釩酸鉛和锌組成，屬正交晶系中結晶，與橄榄铜矿（olivenite）同晶形。晶體結構中亦含鎵和鍺。顏色為深櫻桃紅至棕褐色或黑色，晶體透明或半透明，有油脂光澤，條痕為橙黃色至棕色，比重5.9至6.2，硬度31/2。一種被稱為铜硫锑铅矿（cuprodescloizite）的品種呈暗綠色。此品種銅含量替代部分鋅，砷替代部分釩。還有一種類似物含砷酸鹽，稱為砷锌铅矿（arsendescloizite）。
1854年，釩鉛鋅礦在阿根廷科爾多瓦的Sierra de Córdoba礦床中被發現，以法國礦物學家Alfred Des Cloizeaux（1817年－1897年）的名字命名。

## 形成及產狀
釩鉛鋅礦的晶体形态变化较大，通常依成锥状，柱状或板状，亦呈短柱状。通常形成晶簇殼和鍾乳聚集體。
釩鉛鋅礦广泛产于含钒的铅锌矿床氧化带，为一次生矿物。伴生礦物包括磷氯鉛礦、釩鉛礦、蒙脫石和白鉛礦 。

### 產地
納米比亞北部的「Otavi」山地曾經是世界上最大的釩鉛鋅礦床所在地，現在已經枯竭 。目前產地是在阿根廷的科爾多瓦山脈、新墨西哥州塞拉縣的湖谷、亞利桑那、賓夕法尼亞州的菲尼克斯維爾以及奧地利克恩頓州的奧比爾。